# 粤海关
粤海关，為清朝始设负责对外贸易实务的行政官署，前身为市舶司，后為广州海关。粵海關下轄數十個口岸，是清代前期及中期最大的海上對外貿易通道。由于粤海关的最高长官——粤海关监督通常由内务府和户部中的满洲官员充当，粤海关又称戶部分司，因此外商常以闽南语发音的“户部”（英語：Hoppo，或音译河泊）代称。

## 歷史

### 背景
清康熙二十三年（1684年），清廷攻佔台灣後解除海禁，允許與外國貿易往來，並分別在廣東、福建、浙江和江蘇四個沿海省份設粵海關、閩海關、浙海關、江海關四大海關，以管理四省對外通商事宜。粵海關於1685年成立，官署設在省城（廣州）天字码头，在黃埔村（黃埔洲）設黃埔掛號口和稅。關部行台則設在澳門關前街和關後街之間的地段。
據《粵海關志》與《黃埔掛號口圖》記載，在黃埔口設有黃埔稅館、夷務所、買辦館和永靖營等機構。清政府當時規定：「凡載洋貨入口之外國商船，不得沿江停泊，必須下錨於黃埔。」故粵海關建立後，進廣州貿易的外國商船基本都是經黃埔古港進出。 
粵海關澳門關部行台設立後，澳門通往廣州的對外貿易運輸從陸路改為水路。為鼓勵外國商船來華進行貿易，粵海關監督赴澳門巡視時，還會親自上船丈量船舶，按地方政府的優惠政策減收貨稅。1849年，澳門總督亞馬留實行擴張殖民政策，拆毀香山縣丞衙署，更率兵推倒懸掛在澳門關部行台前的中國旗桿、遣走海關官員，將關部行台封閉。澳門海關官員被迫遷離，經兩廣總督與行台官員基溥相討，關部行台改設於廣州黃埔辦公。

### 發展
清廷放宽海禁後，准许外商在指定口岸通商后，逐步建立了一套管理外商来华贸易的制度，主要有公行制度和商馆制度。浙江、福建與廣東地區盛行海外貿易，人民時常與日本、琉球、東南亞各國及葡萄牙、西班牙與荷蘭等西洋各國展開貿易。到十八世紀還有英國、法國與美國，其中英國幾乎獨佔對華貿易。西洋各國與日俱增的需要清朝的絲綢、茶葉與甘蔗，然而清朝對西洋事物需求不大，使得中國對外貿易呈現大幅出超的情形。大量銀元流入中國，增加貨幣流通量，刺激物價上漲，促進商業繁榮。在此期間，中國沿海以泉州、漳州、廈門、福州與廣州先後崛起，成為貿易大城，操控對外國際貿易。
乾隆二十二年（1757年），由于外商频年不断的掠夺和违法行为，清廷只保留粵海關提供給「西洋」商人作為通商地點。到十九世紀，英國在印度種植鴉片，並且大量銷往中國。這使得中國對外貿易逆轉為入超。鴉片的問題引爆鴉片戰爭，中國戰敗後門戶大開。。

## 收入
鸦片战争前，粤海常关税收在全国常关中位居第一，年均90多万银两，到乾嘉之际突破百万大关。鸦片战争后，常关衰落，关税剧减。咸丰四年至光绪二十六年的税收，粤海常关的税银仅为一口通常时期（乾隆22年-道光20年）的25%左右，而到光绪二十七年，五十里内常关归并粤海新关管理时，粤海常关税收则降至21%。

## 下轄口岸
據《粵海關志》記載，粵海關共下轄包括
澳门总口、乌坎总口、梅蓑总口、海安总口、海口总口共五大总口
佛山口、黄埔口, 虎门口、紫妮口、市桥口、镇口口、神泉口、甲子口、锡石口、汕尾口、长沙口、析门口、平海口、稳山口、湖东口、墩头口、庵埠口、双溪口、溪东口、汕头口、潮阳口、后溪口、江门口、海门口、达豪口、澄海口、卡路口、南洋口、府馆口、东陇口、障林口、黄岗口、乌塘口、北炮台口、对楼小口、水东口、拘州口、芷芍口、暗辅口、两家滩口、阳江口、东西乡口、白沙小口、徐博小口、南樵小口、田头小口、锦囊小口、雷洲口、赤坎口、沙老口、乐民口、山口小口、钦州口、铺前口、廉州口、青润口、束会口、禹州口、澹州口、北黎口、陆水口、崖州口等四十三处小口